# Rory Cochrane
Rory Cochrane (Syracuse (New York), 28 februari 1972) is een Amerikaanse acteur.
Cochrane werd geboren als derde kind van een Iers Amerikaanse vader en een Indiaans Amerikaanse moeder. Het grootste gedeelte van zijn jeugd woonde hij in Grantchester, Engeland. Cochrane keerde terug naar de VS en ging naar de Fiorello H. LaGuardia High School of Music & Art and Performing Arts te New York. 

Zijn eerste rollen waren in een docudrama over drugs bij Saturday Night with Connie Chung in 1989. Ook speelde hij in een aflevering van H.E.L.P. in 1990. Zijn filmdebuut was een scène van vijftien seconden in A Kiss Before Dying gevolgd door een rol als Jeff Goldblum's zoon in Fathers and Sons. Hij speelde grotere rollen in Empire Records en Dazed and Confused. Ook was hij te zien in Hart's War met Bruce Willis. 

Hij staat ook bekend als Tim Speedle in CSI: Miami waarin hij speelde van 2002 tot 2004.

## Privéleven
Cochrane heeft een tweejarige relatie gehad met Renée Zellweger en heeft gedatet met Liv Tyler. Hij is goed bevriend met Ben Affleck en Joaquin Phoenix.
Hij houdt van reizen, schaken en is een gepassioneerde motorrijder.

## Filmografie

### Films
- Soy Nero (2016)
- Black Mass (2015)
- Oculus (2013)
- Bringing Up Bobby (2011)
- Passion Play (2010)
- Public Enemies (2009)
- A Scanner Darkly (2006)
- Right at Your Door (2006)
- Hart's War (2002)
- Southlander (2001)
- The Prime Gig (2000)
- Sunset Strip (2000)
- Black and White (1999)
- Flawless (1999)
- The Adventures of Sebastian Cole (1998)
- Dogtown (1997)
- The Low Life (1995)
- Empire Records (1995)
- Love and a .45 (1994)
- Dazed and Confused (1993)
- Fathers & Sons (1992)
- A Kiss Before Dying (1991)

### Televisie
- 24 (7 afleveringen, 2009)
- The Company (6 afleveringen, 2007) mini-televisieserie
- CSI: Miami (50 afleveringen, 2002-2007)
- CSI: NY (1 aflevering, 2004)
- CSI: Crime Scene Investigation (1 aflevering, 2002)
- The Last Don (1997) mini-televisieserie
- H.E.L.P. (1 aflevering, 1990)

- Biblioteca Nacional de España: XX1605386
- Bibliothèque nationale de France: cb14165365r (data)
- Gemeinsame Normdatei: 140485171
- International Standard Name Identifier: 0000 0000 7825 7704
- Library of Congress Control Number: no2005101336
- Nationale Bibliotheek van Tsjechië: xx0059237
- Nationale Bibliotheek van Israël: 987007421768705171
- Système universitaire de documentation: 199500975
- Virtual International Authority File: 107178342
- WorldCat: E39PBJmP3dDKCB4vFfmq8QCfbd